# Agbodji
Agbodji är en ort i Benin. Den ligger i den södra delen av landet, 70 kilometer väster om huvudstaden Porto-Novo. Agbodji ligger 14 meter över havet och antalet invånare är 8 376.
Terrängen runt Agbodji är platt. Närmaste större samhälle är Doutou, 15,2 kilometer sydväst om Agbodji.
Omgivningarna runt Agbodji är en mosaik av jordbruksmark och naturlig växtlighet. Runt Agbodji är det ganska tätbefolkat, med 185 invånare per kvadratkilometer.